# Ian Cartwright
Ian James Cartwright (Brierley Hill, 13 novembre 1964 – 7 dicembre 2016) è stato un calciatore inglese, di ruolo centrocampista.

## Carriera
Tra il 1980 ed il 1982 gioca nelle giovanili del Wolverhampton, con cui esordisce tra i professionisti il 13 novembre 1982 subentrando dalla panchina in una partita della seconda divisione inglese contro l'Oldham Athletic: si tratta della prima delle sue 9 presenze stagionali, nelle quali con 2 reti segnate contribuisce a conquistare la promozione in prima divisione, categoria nella quale durante la stagione 1983-1984 (terminata con un ultimo posto in classifica e quindi con un immediato ritorno in seconda divisione) gioca 6 partite. I Wolves nella stagione 1984-1985, in cui Cartwright segna una rete in 23 partite, subiscono una seconda retrocessione consecutiva, scendendo così in terza divisione, categoria in cui lui durante la stagione 1985-1986 (la sua ultima nel club, peraltro conclusa con la terza retrocessione consecutiva) gioca 13 partite. Nell'estate del 1986 dopo complessive 4 reti in 66 presenze tra tutte le competizioni ufficiali viene svincolato dal club delle Midlands; si ritira nel 1987, dopo una stagione trascorsa giocando a livello semiprofessionistico con il Northfield FC.